# Grace Saif
Grace Saif (* 7. Oktober 1995) ist eine britische Schauspielerin. Sie erlangte durch ihre Rolle in der Netflix-Serie Tote Mädchen lügen nicht Bekanntheit.

## Werdegang
Saif machte an der Royal Academy of Dramatic Art in London eine Schauspielausbildung und schloss 2017 mit dem Bachelor ab. Während ihrer Ausbildung spielte sie am Theater in diversen Rollen.
Im Jahr 2017 war Saif in einer Episode der Fernseh-Seifenoper Doctors zu sehen. Im Videospiel World of Warcraft: Battle for Azeroth, das 2018 erschien, übernahm sie eine Sprechrolle. In der Netflix-Serie Tote Mädchen lügen nicht verkörperte Saif in der dritten und vierten Staffel die Schülerin „Ani Achola“.

## Filmografie
- 2016: Wilton (Kurzfilm)
- 2017: Doctors (Fernsehserie, eine Episode)
- 2018: Night Out (Kurzfilm)
- 2019–2020: Tote Mädchen lügen nicht (13 Reasons Why, Fernsehserie, 23 Episoden)